# Saint-Jean-Saint-Germain
Saint-Jean-Saint-Germain là một xã của tỉnh Indre-et-Loire, thuộc vùng Centre-Val de Loire, miền trung nước Pháp.